# Aleksándrovskaya (Krasnodar)
Aleksándrovskaya (del ruso: Александровская) es una stanitsa del raión de Kanevskaya del krai de Krasnodar, en Rusia. Está situada en la orilla izquierda del arroyo Zubova, afluente derecho del río Miguta, 16 km al nordeste de Kanevskaya y 130 km al norte de Krasnodar. Tenía 652 habitantes en 2010.
Pertenece al municipio Krasnogvardéiskoye.

## Historia
La localidad fue fundada en 1870 con el agrupamiento de varios asentamientos que se separaron de Starodereviánkovskaya. Recibió inmigración de Ucrania y Rusia central. En un inicio fue designado jútor Zubova Balka, más tarde posiólok Aleksándrovski. La iglesia fue construida en 1896 y la escuela en 1910. A principios del siglo XX había unos cuarenta hogares. En 1915 fue designada stanitsa con el nombre actual. 
Durante la guerra civil rusa el pueblo cambió de manos en varias ocasiones hasta que finalmente se instauró el poder soviético. En el marco la colectivización de la tierra en la Unión Soviética, y ante la resistencia por parte de los vecinos a la entrega establecida de grano, fue incluida en la lista negra de sabotaje por lo que parte de su población fue represaliada y muerta por hambre en 1932-1933. 
Durante la Gran Guerra Patria fue ocupada por la Wehrmacht de la Alemania Nazi en agosto de 1942 y liberada por las tropas del Ejército Rojo en febrero de 1943.

## Lugares de interés
Cabe destacar el monumento al Héroe de la Unión Soviética Víctor Ivánovich Danilchenko, que creció en la localidad, y el memorial a los caídos en la Gran Guerra Patria.